# The Willow Tree (film 1920)
The Willow Tree  è un film muto del 1920 diretto da Henry Otto.
È l'adattamento cinematografico del lavoro teatrale The Willow Tree di J.H. Benrimo e Harrison Rhoades andato in scena a Broadway in prima il 6 marzo 1917. Sul palcoscenico, O-Riu era interpretata da Fay Bainter.

## Produzione
Il film fu prodotto dalla Screen Classics Inc.

## Distribuzione
Distribuito dalla Metro Pictures Corporation, uscì nelle sale cinematografiche statunitensi il 31 gennaio 1920. In Germania venne distribuito nel maggio 1923 dall'Universum Film (UFA) con il titolo Fräulein Liliput, das Reisespielzeug.
Una copia della pellicola, un positivo 35 mm, è conservata negli archivi dell'International Museum of Photography and Film at George Eastman House.